# Triple Trouble (1918)
Triple Trouble ist ein US-amerikanischer Stummfilm aus dem Jahr 1918 mit Charlie Chaplin, Edna Purviance und Leo White. Es handelt sich um keinen offiziellen Chaplin-Film, obwohl Chaplin bei vielen Szenen Regie führte. Nachdem Chaplin Essanay verlassen hatte, schnitt man den Film aus Outtakes und neu unter der Regie von Leo White aufgenommenem Material zusammen. Vor Gericht war festgestellt worden, dass Chaplin keine rechtliche Kontrolle über die während seiner Zeit bei Essanay gedrehten Filme hat, weshalb er deren Veröffentlichung nicht verhindern konnte.

## Handlung
Charlie nimmt einen Job als Hausmeister im Haus des Munitionsherstellers Colonel Nutt an. Als der Butler Charlie dem schlecht gelaunten Koch vorstellt, führt Colonel Nutt seiner Tochter seinen neuen drahtlosen Sprengsatz vor. In der Zwischenzeit treffen sich Vertreter der „Pretzelstrass“ mit dem Grafen, um einen Plan auszuarbeiten, um an Colonel Nutts Gerät heranzukommen. Charlie wirft achtlos Müll über das Dienstmädchen und ihren frisch gereinigten Boden. Er nimmt den Mülleimer, wirft ihn über den Zaun und kippt dabei den Müll über den Grafen. Zurück in der Küche schimpft das Mädchen mit Charlie, wird dann aber emotional und er tröstet sie. Der Graf betritt das Haus und wird von einem feuchten Lappen getroffen, der von der Magd geworfen wird, aber für Charlie bestimmt ist. Der Graf wirft ihn zur Seite und trifft den Koch. Als der Koch der Magd gegenüber handgreiflich wird, tritt Charlie für sie ein. Der Graf macht sich auf den Weg zum Colonel, der seine Angebote für den Sprengsatz ablehnt und den Grafen vom Butler herausbringen lässt.
Nach getaner Arbeit macht sich Charlie auf den Weg zu einer Absteige, um dort zu schlafen. Zu diesem Zeitpunkt trifft ein Taschendieb auf den Grafen, aber anstatt ihm sein Geld zu klauen, lässt er sich darauf ein, für den Grafen Dr. Nutts Erfindung zu klauen. Das Gespräch wird von einem Polizisten mitgehört, der dann davonläuft, um seine Kollegen zu informieren, die sich auf einem verlassenen Grundstück befinden und ein Würfelspiel spielen. Sie stürmen das Haus von Nutt und stören ihn, erklären ihm aber, dass sie „einem großen Raub auf der Spur sind“.
Zurück in der Absteige wird Charlie von einem lauten, singenden Betrunkenen daran gehindert, zu schlafen. Schließlich bringt er diesen mit einer Champagnerflasche zur Ruhe. Ein Dieb stiehlt sich während der Nacht herein und raubt den Betrunkenen aus, und obwohl Charlie die seiner Meinung nach angemessenen Vorsichtsmaßnahmen trifft, wird auch er ausgeraubt. Charlie versteckt sich unter der Decke und schafft es, sein Geld vom Dieb zurückzubekommen, aber als der Dieb versucht, ihn zu erstechen, werden alle aufgeweckt und es kommt zu einem Kampf zwischen allen Männern. Charlie schafft es, zu fliehen und weicht unterwegs mehreren Polizisten aus. Er stößt jedoch auf der Straße auf den Taschendieb, erkennt ihn aber als alten Freund und erklärt sich bereit, ihm bei der Suche nach seinem Ziel zu helfen und führt ihn zum Nutt-Haus.
Die Polizisten sind alle noch da; sie rauchen und warten darauf, dass etwas passiert. Chaos bricht aus, als der Taschendieb das Haus betritt, und inmitten des Chaos wird Colonel Nutts Sprengsatz gezündet, der alle Polizisten in die Luft jagt. In der Folge ist der Taschendieb in einem Trümmerhaufen begraben und Charlie steckt seinen Kopf aus dem Küchenherd.

## Produktion
Chaplins Vertrag mit Essanay endete Anfang 1916, als er zu Mutual wechselte. Sein letzter autorisierter Film bei Essanay war Police, der am 27. Mai 1916 veröffentlicht wurde. Am 9. April 1916 veröffentlichte Essanay eine überarbeitete Version von Chaplins Film Charlie Chaplins Carmen-Parodie, der durch zusätzliches Material auf eine Länge von vier Rollen gebracht wurde. Daraufhin reichte Chaplin am 6. Mai Klage ein, jedoch entschied das Gericht am 8. Juli, dass Essanay das Recht habe, die von Chaplin bereits geleistete Arbeit so zu nutzen, wie sie es für richtig halten. Dies ermöglichte Kompilationen und Neu-Veröffentlichungen wie The Essanay-Chaplin Revue of 1916 und Chase Me Charlie (1918).
Dem Werbematerial zufolge, das im August 1918 zum Zeitpunkt der Veröffentlichung von Triple Trouble erschien, änderte Essanay seine Strategie: „Was würden Sie tun, wenn Sie ein Grundstück kaufen und voraussehen würden, dass sich sein Wert vervierfachen würde, wenn Sie es eine bestimmte Zeit lang behalten würden? Genau das haben wir mit Triple Trouble gemacht. [...] Wir wussten, dass es eine Zeit geben würde, in der es ein Vielfaches seines Gewichts in Gold wert sein würde. Wir haben dieses Negativ für die günstigste Zeit der Veröffentlichung in unseren Tresoren aufbewahrt, von der wir glauben, dass sie JETZT gekommen ist.“ Tatsächlich war Essanay jedoch 1915 bei Chaplins erster abendfüllender Komödie Life eingeschritten und hatte die Produktion gestoppt, da ihnen Chaplin zu lange brauchte – was Essanay tatsächlich wollte, waren kurze Filme, um die andauernde Nachfrage nach Chaplin-Filmen zu befriedigen.
Essanay erstellte Triple Trouble als ihren letzten „neuen“ Chaplin-Film aus ein oder zwei Szenen, die für den unvollendeten Film Life vorgesehen waren, nicht verwendeten Szenen aus Police und dem Ende von Work (1915). Außerdem ließ Essanay neues Material anfertigen, um den Film auf eine Länge von zwei Rollen zu bringen, was damals eine übliche Vorgehensweise darstellte. Dieses Material wurde 1918 unter der Regie von Leo White aufgenommen. Obwohl White in nahezu 2000 Filmen zu sehen war, ist Triple Trouble der einzige Film, in dem er als Regisseur aufgeführt wird, weshalb davon auszugehen ist, dass er an dessen Entstehung maßgeblich beteiligt war. Chaplin machte ihm daraus wohl keinen Vorwurf, da er White bis in die 1940er als Schauspieler für seine eigenen Filme engagierte. Er selbst wandte sich mit einem am 10. August 1918 in Moving Picture World erschienenen Telegramm an die Öffentlichkeit: „Dies ist kein neuer Chaplin, aber aus der Werbung geht hervor, dass es sich um nichts anderes handeln kann, als die verworfenen Teile von Police, dem letzten Film von Charlie Chaplin für Essanay. First National sollte diesen irreführenden Aussagen Einhalt gebieten und die Werbung einstampfen.“

## Rezeption
Der Film wurde unterschiedlich bewertet: So nannte The Moving Picture World ihn 1918 einen „grässlichen Flickenteppich aus alten Slapstick-Aufnahmen.“ Im Buch The Films of Charlie Chaplin von Gerald D. McDonald, Michael Conway und Mark Ricci aus dem Jahr 1965 wurde hingegen positiv angemerkt, dass Triple Trouble „eine bemerkenswerte Kontinuität aufweist und die Teile auf nahezu wundersame Weise zusammenpassen.“ Walter Kerr gab in seinem Buch The Silent Clowns aus dem Jahr 1975 an, der Film sei „wertlos.“ Chaplin selbst erkannte Triple Trouble zumindest einen gewissen Wert zu, da er den Film in die in seiner Autobiografie aus dem Jahr 1964 enthaltenen Filmografie aufnahm.
Für Essanay bewahrheitete sich die Behauptung, Triple Trouble sei „ein Vielfaches seines Gewichts in Gold wert“ offensichtlich nicht. Triple Trouble war quasi der letzte neue Film von Essanay. Es folgten lediglich bis zur Auflösung des Unternehmens 1920 einige Neuauflagen älterer Filme.

## Kontroverse
Es ist umstritten, ob eine Szene in der Absteige in Triple Trouble aus nicht genutztem Material aus Police oder dem unvollendeten Projekt Life stammt. In der Fernseh-Dokumentation The Chaplin Puzzle rekonstruierte Regisseur Don McGlynn Police und versuchte dabei, die Szene aus Triple Trouble in den älteren Film einzubauen. Einige Chaplin-Experten hielten das Ergebnis für wenig überzeugend, da es einige Inkompatibilitäten gebe. Dies deute darauf hin, dass die Szenen in Police und Triple Trouble zwar ähnlich seien, das Material aus Triple Trouble jedoch aus einem unabhängigen Projekt stamme.

## Veröffentlichung
Der Film ist heute gemeinfrei, darüber hinaus existieren zahlreiche 8-mm- und 16-mm-Filme von Triple Trouble. Außerdem befindet sich der Film auf der DVD Chaplin's Essanay Comedies Volume 3. Diese Version stammt von einem 35-mm-Film und enthält eine Aufnahme, die in anderen Versionen des Films nicht enthalten ist.